# Messerschmitt Me 210
De Messerschmitt Me 210 was een Duits gevechtsvliegtuig uit de Tweede Wereldoorlog, ontwikkeld door Messerschmitt. De Me 210 werd ontworpen als vervanging voor de Bf 110.
Dit relatief onbekende vliegtuig begon zijn leven in het begin van 1938 met een ontwerpstudie voor een mogelijke opvolger voor de Messerschmitt Bf 110. Het resultaat van deze studie was de Me 210, samen met de Heinkel He 177 misschien wel de grootste mislukking van de Luftwaffe in oorlogstijd.
Vooroorlogse ontwerpen:
S 7 ·
S 8 ·
S 9 ·
S 10 ·
S 13 ·
S 14 ·
S 15 ·
S 16 ·
M 17 ·
M 18 ·
M 19 ·
M 20 ·
M 21 ·
M 22 ·
M 23 ·
M 24 ·
M 25 ·
M 26 ·
M 27 ·
M 28 ·
M 29 ·
M 30 ·
M 31 ·
M 33 ·
M 35 ·
M 36 · 
M 37
Ontwerpen 1933-1945:
Bf 108 · 
Bf 109 ·
Bf 109TL ·
Bf 109Z ·
Bf 110 ·
Bf 161 ·
Bf 162 ·
Me 163 · 
Me 209 ·
Me 210 ·
Me 261 ·
Me 262 · 
Me 263 ·
Me 264 · 
Me 265 · 
Me 290 · 
Me 309 ·
Me 309Z ·
Me 321 · 
Me 323 · 
Me 328 · 
Me 334 ·
Me 410 · 
Me 509 · 
Projecten tot 1945:
P.1051 ·
P.1062 ·
P.1065 ·
P.1070 ·
P.1073 ·
P.1092 ·
P.1095 ·
P.1099 ·
P.1100 ·
P.1101 ·
P.1102 ·
P.1103 ·
P.1104 ·
P.1106 ·
P.1107 ·
P.1108 ·
P.1109 ·
P.1110 ·
P.1111 ·
P.1112
Libelle ·
Schwalbe ·
Wespe ·
P.08.01 ·
Zerstörer Project II
Overig:
C-44